# Wojciech Gizicki
Wojciech Jerzy Gizicki (ur. 22 marca 1976 w Nowym Sączu) – polski socjolog i specjalista w zakresie nauk o bezpieczeństwie, doktor habilitowany nauk społecznych, profesor nadzwyczajny Katolickiego Uniwersytetu Lubelskiego Jana Pawła II.

## Życiorys
Absolwent I Liceum Ogólnokształcącego im. Jana Długosza w Nowym Sączu. W 2000 ukończył socjologię na Katolickim Uniwersytecie Lubelskim. Doktoryzował się w 2006 na uczelni macierzystej na podstawie dysertacji pt. Polityczne uwarunkowania bezpieczeństwa europejskiego, której promotorem był dr hab. Jerzy Rebeta. Stopień naukowy doktora habilitowanego w zakresie nauk o bezpieczeństwie uzyskał w 2014 na Wydziale Bezpieczeństwa Narodowego Akademii Obrony Narodowej w oparciu o pracę pt. Wspólnota bezpieczeństwa. Polska i jej wyszechradzcy partnerzy: Czechy, Węgry i Słowacja.
Związany z Katolickim Uniwersytetem Lubelskim Jana Pawła II, na którym doszedł do stanowiska profesora nadzwyczajnego w Instytucie Nauk Politycznych i Spraw Międzynarodowych na Wydziale Nauk Społecznych. Był również pracownikiem naukowo-dydaktycznym w Szkole Wyższej im. Bogdana Jańskiego w Warszawie (2001–2005) oraz w Wyższej Szkole Handlowej w Radomiu (2009–2011). W 2010 prowadził wykłady na Uniwersytecie w Debreczynie.
Jego zainteresowania naukowe obejmują kwestie bezpieczeństwa narodowego, integracji europejskiej oraz współpracy regionalnej w ramach Grupy Wyszehradzkiej. Został członkiem Polskiego Towarzystwa Studiów Europejskich. W 2009 przebywał na dwutygodniowym stypendium naukowym w Londynie, prowadząc kwerendy naukowe w Bibliotece Brytyjskiej i London School of Economics. Kwerendy naukowe prowadził także w Kijowskim Uniwersytecie Narodowym im. Tarasa Szewczenki (2011) i Uniwersytecie Świętych Cyryla i Metodego w Trnawie (2012). W kwietniu 2010 odbył staż naukowy na Uniwersytecie Masaryka.
W 2016 był przedstawicielem Polski w ośmioosobowej międzynarodowej grupie eksperckiej podczas prezydencji Czech w Grupie Wyszehradzkiej. 
W wyborach samorządowych w 2018 bezskutecznie ubiegał się o mandat radnego powiatu lubelskiego z listy KWW Samorządni Powiatu Lubelskiego.

## Wybrane publikacje
- Polityczne uwarunkowania bezpieczeństwa europejskiego, Toruń 2008.
- Ład międzynarodowy w dokumentach Stolicy Apostolskiej, Toruń 2009.
- Od Układu do Paktu. (R)Ewolucyjna zmiana w polityce bezpieczeństwa Polski, Lublin 2011.
- A Security Community. Poland and Her Visegrad Allies: the Czech Republic, Hungary and Slovakia, Lublin 2013.